# Berylmys
A Berylmys az emlősök (Mammalia) osztályának a rágcsálók (Rodentia) rendjébe, ezen belül az egérfélék (Muridae) családjába tartozó nem.

## Rendszerezés
A nembe az alábbi 4 faj tartozik:
- Berylmys berdmorei Blyth, 1851
- Berylmys bowersi Anderson, 1879
- Berylmys mackenziei Thomas, 1916
- Berylmys manipulus Thomas, 1916 – típusfaj